# Pieter van Royen
Pieter van Royen, född 1923 i Sumatera Selatan, död 2002, var en nederländsk botaniker specialiserad på fröväxter.
Auktorsnamnet P.Royen kan användas för Pieter van Royen i samband med ett vetenskapligt namn inom botaniken; se Wikipediaartiklar som länkar till auktorsnamnet.